# Метасиликат марганца(II)
Метасиликат марганца(II) — неорганическое соединение, соль металла марганца и кремнёвой кислоты с формулой MnSiO3, розовые кристаллы,
не растворимые в воде.

## Нахождение в природе
- В природе встречается минерал родонит — силикат марганца с примесями.

## Получение
- Соединение невозможно получить взаимодействием растворимых солей марганца и силикатов щелочных металлов.
- Получается твёрдофазным спеканимем: MnO+SiO2->MnSiO3, t порядка 1100 град. цельсия.

## Физические свойства
Метасиликат марганца(II) образует розовые кристаллы
триклинной сингонии,
параметры ячейки a = 0,777 нм, b = 1,202 нм, c = 0,674 нм, 
α = 92,38°, β = 94,07°, γ = 105,48°.
Не растворяется в воде.